# Rue Duguay-Trouin (Rouen)
Pour l’article homonyme, voir Rue Duguay-Trouin.
La rue Duguay-Trouin est une voie publique de la commune de Rouen.

## Situation et accès
La rue Duguay-Trouin est située à Rouen.

## Origine du nom
La rue porte le nom du corsaire René Duguay-Trouin (1673-1736).

## Bâtiments remarquables et lieux de mémoire
- No 3 : Gaston Sébire (1920-2001), artiste peintre, y vécut.
- No 31 : Jean-Jacques Antier y est né.